# Cubiria peculiaris
Cubiria peculiaris is een hooiwagen uit de familie Zalmoxioidae.